# Pina (film)
Pour plus de détails, voir Fiche technique et Distribution.
Pina est un film documentaire en 3-D du réalisateur allemand Wim Wenders consacré à la danseuse et chorégraphe Pina Bausch. Présenté en hors compétition à la 61e Berlinale et en avant-première au théâtre de la Ville à Paris en mars 2011 sorti en France le 6 avril 2011.

## Fiche technique
- Titre : Pina
- Réalisation : Wim Wenders
- Scénario : Wim Wenders
- Musique : Thomas Hanreich (de)
- Photographie : Hélène Louvart
- Stéréographie : Alain Derobe
- Costume : Rolf Börzik, Marion Cito
- Montage : Toni Froschhammer
- Production : Gian-Piero Ringel et Wim Wenders
- Coproduction : Claudie Ossard, Chris Bolzli
- Production exécutive : Jeremy Thomas
- Pays d'origine :  Allemagne
- Langue originale : allemand
- Format : 35 mm (D-Cinema)
- Genre : documentaire
- Durée : 106 minutes
- Date de sortie :
  - France : 6 avril 2011

## Distribution
- Pina Bausch : elle-même
- Dominique Mercy : lui-même
- Regina Advento : elle-même
- Malou Airaudo : elle-même
- Ruth Amarante : elle-même
- Rainer Behr : lui-même
- Andrey Berezin : lui-même
- Damiano Ottavio Bigi : lui-même
- Bénédicte Billet : elle-même
- Ales Cucek : lui-même
- Clementine Deluy : elle-même
- Josephine Ann Endicott : elle-même
- Lutz Förster : lui-même
- Pablo Aran Gimeno : lui-même
- Mechthild Großmann : elle-même
- Silvia Farias Heredia : elle-même

## Réception critique
Lors de sa présentation à la 61e Berlinale, le film a rencontré un accueil critique assez favorable. L'utilisation de la 3-D n'a pourtant pas fait l'unanimité. Le Guardian salue la réappropriation artistique d'une technique jusqu'alors commerciale. Pierre Eugène souligne par contre que « cette image lisse, très propre, très éclairée, au lieu de donner un surcroît de réalité, transforme les danseurs en avatars, en êtres synthétiques. Il leur manque du grain, des imperfections qui sont pour nous le signe d’un réel filmé ».

## Bande originale
| Pina  | Pina                         | Pina                                                               | Pina  | Pina | Pina | Pina | Pina | Pina | Pina |
| No    | Titre                        | Auteur                                                             | Durée |      |      |      |      |      |      |
| ----- | ---------------------------- | ------------------------------------------------------------------ | ----- | ---- | ---- | ---- | ---- | ---- | ---- |
| 1.    | Pina                         | Thom Hanreich                                                      | 01:17 |      |      |      |      |      |      |
| 2.    | Lillies of the valley        | Jun Miyake                                                         | 05:30 |      |      |      |      |      |      |
| 3.    | Glasshouse                   | Thom Hanreich                                                      | 01:07 |      |      |      |      |      |      |
| 4.    | Bahamut                      | Hazmat Modine (en)                                                 | 06:05 |      |      |      |      |      |      |
| 5.    | Rooftop                      | Thom Hanreich et Sebi Padotzke                                     | 01:16 |      |      |      |      |      |      |
| 6.    | La prima vez                 | Owain Phyfe et Stefano Pando                                       | 03:11 |      |      |      |      |      |      |
| 7.    | O let me weep, for ever weep | The English Chamber Orchestra, Benjamin Britten et Jennifer Vyvyan | 07:50 |      |      |      |      |      |      |
| 8.    | Os meus othos                | Germano Rocha                                                      | 02:48 |      |      |      |      |      |      |
| 9.    | Tied down                    | Thom Hanreich                                                      | 02:28 |      |      |      |      |      |      |
| 10.   | The here and after           | Jun Miyake et Lisa Papineau                                        | 05:07 |      |      |      |      |      |      |
| 11.   | Mémoires du futur I          | René Aubry                                                         | 04:55 |      |      |      |      |      |      |
| 12.   | My one and only love         | Thom Hanreich et Sebi Padotzke                                     | 02:27 |      |      |      |      |      |      |
| 13.   | All names                    | Jun Miyake                                                         | 04:45 |      |      |      |      |      |      |
| 14.   | Fat ass joint                | Cujo (Amon Tobin)                                                  | 05:44 |      |      |      |      |      |      |
| 15.   | Shake it                     | Thom Hanreich                                                      | 01:41 |      |      |      |      |      |      |
| 56:11 |                              |                                                                    |       |      |      |      |      |      |      |

## Distinctions

### Récompenses
- 2011 : Prix du cinéma européen : Prix Arte du documentaire européen de l'année

### Nominations
- 2012 : Nomination à l'Oscar du meilleur film documentaire.